# Microscope Gallery
Microscope Gallery es una galería de arte contemporáneo situada en el 1329 de Willoughby Avenue en Brooklyn, Nueva York. Fue fundada por los artistas y comisarios Elle Burchill y Andrea Monti y abrió sus puertas en septiembre de 2010. La galería se especializa en obras basadas en el tiempo, en particular el cine, el sonido, el arte digital y la performance. También se exponen regularmente en Microscope obras de escultura, instalación, pintura, técnica mixta y fotografía.
Algunos de los artistas cuya obra se ha expuesto en Microscope son las del fundador de Anthology Film Archives, Jonas Mekas, uno de los creadores de Fluxus, George Maciunas, Nick Zedd, Michael Snow, Barbara Hammer, Amos Poe, Ken Jacobs, Bradley Eros y otros.